# Hitchcock (filme)
Hitchcock (bra/prt: Hitchcock) é um filme norte-americano de 2012, um drama biográfico dirigido por Sacha Gervasi com roteiro de  John J. McLaughlin baseado no livro não fictício de Stephen Rebello Alfred Hitchcock and the Making of Psycho.

## Sinopse
Hitchcock foca na relação entre o diretor Alfred Hitchcock e sua esposa, Alma Reville, durante as filmagens de Psicose, abrangendo desde o assassino de Wisconsin Ed Gein, a inspiração real para o personagem Norman Bates, até o lançamento do inovador filme em 1960.[carece de fontes?]

## Elenco
- Anthony Hopkins como Alfred Hitchcock
- Helen Mirren como Alma Reville
- Scarlett Johansson como Janet Leigh
- Toni Collette como Peggy Robertson
- Danny Huston como Whitfield Cook
- Jessica Biel como Vera Miles
- James D'Arcy como Anthony Perkins
- Michael Stuhlbarg como Lew Wasserman
- Ralph Macchio como Joseph Stefano
- Kurtwook Smith como Geoffrey Shurlock
- Michael Wincott como Ed Gein
- Richard Portnow como Barney Balaban
- Wallace Langham como Saul Bass